# Die Republikaner Baden-Württemberg
REP Baden-Württemberg ist der Landesverband der Partei Die Republikaner in Baden-Württemberg. Er ist der mitgliederstärkste und bedeutendste Landesverband der Partei. Von 1992 bis 2001 waren die REP im Landtag vertreten und erzielten Wahlergebnisse von rund zehn Prozent.

## Abgeordnete im Landtag von Baden-Württemberg
Bei der Wahl zum Landtag von Baden-Württemberg am 5. April 1992 erhielten die REP 10,9 % der Stimmen und zogen mit 15 Abgeordneten als drittstärkste Fraktion ins Parlament ein. 1996 (Wahl am 24. März) gelang ihnen hier zum ersten und bisher letzten Mal der Wiedereinzug in einen Landtag mit 9,1 % der Stimmen (14 Abgeordnete). Bei der Landtagswahl 2001 scheiterten die Republikaner mit 4,4 % an der 5 %-Hürde. Auch bei allen darauffolgenden Wahlen verpassten sie den Einzug in den Landtag. Bei der Landtagswahl 2016 erhielten sie rund 0,3 Prozent der Stimmen.
Abgeordnete waren:
- Bernhard Amann (1993 nachgerückt für Auer, 1994 aus Fraktion und Partei ausgetreten)
- Willi Auer (1992–1993) † 1998
- Rudolf Bühler (1992–1996), † 2020
- Alfred Dagenbach (1996–2001)
- Ulrich Deuschle (1992–2001, stellvertretender Fraktionsvorsitzender)
- Richard Eckert (1992–1996)
- Egon Eigenthaler (1996–2001)
- Eduard Hauser (1996–2001, Alterspräsident des Landtags)  † 2010
- Michael Herbricht (1992–2001)
- Josef Huchler (1996–2001), † 2007
- Christian Käs (1996–2001, stellvertretender Fraktionsvorsitzender), † 2015
- Lothar König (1992–2001, parlamentarischer Geschäftsführer)
- Wolf Krisch (1992–2001)
- Liane Offermanns (1992–1996)
- Klaus Rapp (1992–2001, ab 1996 stellvertretender Fraktionsvorsitzender)
- Max Reimann (1992–1996)
- Karl-August Schaal (1992–1996), † 2017
- Rolf Schlierer (1992–2001, Fraktionsvorsitzender)
- Alexander Schonath (1996–2001)
- Horst Trageiser (1992–1996, stellvertretender Fraktionsvorsitzender)
- Heinz Troll (1992–2001), † 2020
- Rolf Wilhelm (1992–2001)

## Parlamentarische Arbeit
Im Gegensatz zu vielen anderen REP-Fraktionen hatte zumindest der größere Teil der Abgeordneten bereits vorher Erfahrung in Parlamenten gesammelt. Einige hatten bereits für die Republikaner in kommunalen Gremien gesessen, andere auch für freie Wählergruppen, die SPD oder die FDP. Mit Ausnahme Schlierers war keiner Mitglied einer rechtsextremen Organisation gewesen, was die Republikaner oft betonten.
Gegen Willi Auer, der offiziell aus gesundheitlichen Gründen sein Mandat niederlegt, lief zu diesem Zeitpunkt ein Ermittlungsverfahren wegen Diebstahl. Sein Nachrücker Amann trat 1994 aus Protest gegen die Absetzung Franz Schönhubers als Bundesvorsitzender aus, behielt sein Mandat aber als fraktionsloser Abgeordneter.
Intern kam es wiederholt zu Rivalitäten zwischen dem Fraktionsvorsitzenden Schlierer, der sich um ein seriöses Erscheinungsbild bemühte, und seinen Stellvertretern Horst Trageiser (1992–1996) bzw. Christian Käs (1996–2001), die eine radikalere Linie verfochten.
Schwerpunkt der parlamentarischen Arbeit waren die Ausländer-/Asylpolitik sowie der Bereich Innenpolitik und Kriminalität, wobei die Befassung mit ersterer nach 1993 tendenziell ab-, mit letzterer zunahm. Als drittes Feld kam die Sozialpolitik hinzu. Vergleichsweise wenig Interesse zeigte die Fraktion an Arbeitsmarkts-, Bildungs-, Gesundheits- und Kulturpolitik; selbst in den wenigen Initiativen dazu zog die Fraktion oft Verbindungen zum Ausländer- oder Kriminalitätsthema.
Im Bereich der Ausländer- und Asylpolitik brachte die Fraktion in einer Vielzahl von Anträgen und Anfragen zum Thema Einwanderer und Asylbewerber ein, vor allem in Zusammenhang mit Kriminalität, Gesundheitsgefährdung, Wohnungsnot und ähnlichen Problemen. Initiativen zielten darauf ab, die Zahl der Einwanderer stark zu begrenzen und das Grundrecht auf Asyl abzuschaffen. Verstärkt wandten sie sich auch dem Thema „Islam“ zu, kritisierten Moscheebauten und eine angebliche Gefährdung der „abendländischen Kultur“.

In der Innenpolitik wollten die REP die Möglichkeiten der Polizei ausweiten und die Arbeitsbedingungen für Polizisten verbessern. Daneben griffen sie den Innenminister und den Verfassungsschutz an, wollten die Beobachtung ihrer Partei aufheben, dafür die Beobachtung linksextremer Kreise verstärken.
Weitere Initiativen der Republikaner zielten auf die Förderung direkter Demokratie und größerer Teilhabe kleiner Parteien, konservative Familienpolitik, Umwelt- und „Heimatschutz“ sowie die Streichung von Mitteln für zeitgenössische Kultur.
In ihren Anträgen kritisierte die Fraktion oft polemisch die anderen Parteien und die Landesregierung, insbesondere für angebliche Geldverschwendung und Selbstbedienung. Auch sahen sie sich selbst als Opfer eines „Machtkartells“ der anderen Parteien und der Medien. Intensiver als in der konkreten parlamentarischen Arbeit befassten sich die REP mit diesem Thema in ihren Pressemitteilungen. Dabei warfen sie Politikern anderer Parteien „Deutschenhass“ vor und verglichen sie sowohl mit Sozialisten als auch mit Nationalsozialisten. 1992 sorgte die Fraktion für einen Skandal, als sie in einer Veröffentlichung behauptete, Gewalttaten gegen Ausländer würden vorsätzlich begangen, um sie den Republikanern in die Schuhe zu schieben.
Die Arbeit der Fraktion war besonders zu Beginn der ersten Legislaturperiode unkoordiniert, so wurden etwa Anfragen mehrfach gestellt. Auch stellte die Fraktion Anträge, die zuvor von der CDU gestellt worden waren. Zugleich war die Zahl der parlamentarischen Initiativen insgesamt geringer als die anderer, auch kleinerer Parteien. Sofern die Republikaner nicht nur Anfragen stellten, sondern auch Gesetzesinitiativen machten – etwa 1994 zur Aufnahme von Umweltschutz und eines „Rechts auf Heimat“ in die Landesverfassung – wurden diese von den anderen Parteien immer abgelehnt. Jedoch beschafften die Republikaner in Einzelfragen, in denen die damalige Große Koalition zerstritten war, sowohl der SPD als auch der CDU Mehrheiten, was jeweils zu Kritik der anderen Seite führte.
Das Verhältnis zu den anderen Fraktionen war wechselhaft. Die REP boten der CDU mehrfach eine Koalition an, die von dieser aber ausgeschlossen wurde. In Parlamentsbeiträgen sahen sich die Republikaner oft Zwischenrufen aus anderen Fraktionen ausgesetzt. Teilweise beleidigende Zwischenrufe kamen vor allem aus der SPD. Die Republikaner selbst achteten darauf, zwar zu provozieren, aber nicht auf offene Schmähungen der Kollegen zurückzugreifen. Dennoch kam es vor allem bei unerfahrenen Abgeordneten wiederholt zu peinlichen Beiträgen, die entweder Unkenntnis oder höchst fragwürdige Ansichten offenbarten. Mit wachsender Erfahrung wurden die Abgeordneten aber sicherer; auch stellte sich, zumal in den Ausschüssen, von allen Seiten ein kollegialerer Ton ein.
Die REP-Fraktion im baden-württembergischen Landtag war zunächst insofern wirkungsvoll, als sie 1992 zur Bildung einer großen Koalition nötigte. Nach der Landtagswahl hatte es weder für die CDU alleine noch für eine Schwarz-Gelbe Koalition eine Mehrheit gegeben. Ministerpräsident Erwin Teufel (CDU) hatte daraufhin mit der SPD und auch den Grünen, nicht aber mit den Republikanern Sondierungsgespräche geführt, obwohl mit allen drei rechnerisch eine Mehrheit möglich gewesen wäre. Dieses Verhalten stieß in Teilen der CDU-Basis durchaus auf Kritik.
In den folgenden Jahren waren zwar alle anderen Parteien im Landtag auf Ausgrenzung der REP bedacht. Diese Haltung wirkte aber dadurch unglaubwürdig, dass sowohl CDU als auch SPD die REP als Mehrheitsbeschaffer akzeptierten und sowohl in der Großen Koalition als auch in der schwarz-gelben Koalition ab 1996 die REP als Druckmittel eingesetzt wurden, um den Koalitionspartner zu disziplinieren. Hinzu kam, dass vor allem die CDU Themen und Initiativen der REP, teilweise in leicht abgemilderter Form, übernahm. Sie selbst sah darin ein Mittel, die REP zu bekämpfen, indem sie die Gründe für deren Wahl beseitigte; die Republikaner dagegen sahen dies als Erfolg ihrer Arbeit.
Die Abgeordneten Dagenbach, Deuschle, König, Rapp, Schlierer und Wilhelm behaupteten im November 2000, im zweiten Wahlgang für das Amt des Ministerpräsidenten im Landtag 1996 für Erwin Teufel gestimmt zu haben. Teufel hatte hier 81 Stimmen (nötig: 78) erhalten, wäre also nur dank der genannten Abgeordneten gewählt worden.

## Landtagswahlergebnisse
| Ergebnisse der Landtagswahlen | Ergebnisse der Landtagswahlen | Ergebnisse der Landtagswahlen | Ergebnisse der Landtagswahlen |
| Jahr                          | Stimmen                       | Sitze                         |                               |
| ----------------------------- | ----------------------------- | ----------------------------- | ----------------------------- |
| 1988                          | 1,0 %                         | 0                             |                               |
| 1992                          | 10,9 %                        | 15                            |                               |
| 1996                          | 9,1 %                         | 14                            |                               |
| 2001                          | 4,4 %                         | 0                             |                               |
| 2006                          | 2,5 %                         | 0                             |                               |
| 2011                          | 1,1 %                         | 0                             |                               |
| 2016                          | 0,3 %                         | 0                             |                               |
| 2021                          | nicht angetreten              | 0                             |                               |